# Monolepta fulvofasciata
Monolepta fulvofasciata is een keversoort uit de familie bladkevers (Chrysomelidae). De wetenschappelijke naam van de soort werd in 1931 gepubliceerd door V. Laboissière. De soort komt voor in Afrika (Laboissière bezat individuen uit Angola, Gabon en Senegal).